# Sadman
Sadman är en svensk syntpopgrupp. Gruppen var ursprungligen en duo bestående av musikerna Lars Fernström och Mattias Räftegård och debuterade som sådan år 2008 med albumet Cold in the State of Me.

## Diskografi i urval
- 2008 – Cold in the State of Me (Memento Materia)
- 2010 – 9th and Last Life (Memento Materia)
- 2015 – The Big Cut (Memento Materia)